# 데이비드 존스턴 (장군)
부제독 데이비드 랜스 존스턴(David Lance Johnston)은 오스트레일리아 해군의 선임 장교로 2014년 5월 20일부터 합동 작전 참모부에서 일하고 있다. 그는 슬리퍼 작전 당시 합동임무군 633의 부사령관을 맡았었고, 국경 보호 사령부의 사령관을 맡기도 했었다.

## 해군 경력
존스턴은 1982년 오스트레일리아 왕립해군학교를 졸업하고 HMAS 아델라이데와 HMAS 뉴캐슬의 지휘참모로 복무했다. 이후 2006년 피지의 쿠데타로 인해 시행된 퀵스텝 작전에 파견되었다.
그는 오스트레일리아 방위본부의 지휘 및 통제 특수 참모와 항해직 운용 작전 담장자. 전략적 작전 사단의 합동 계획 참모 등을 맡았다. 2007년 6월 그는 코모도어로 진급해 해군 함정, 잠수정, 다이빙 팀들의 해상 작전 계획과 작전 훈련 및 준비를 맡게 되었다. 2008년 그는 해상 구성 사령부 동맹군 부사령관과 2008년 오스트레일리아 림팩 국가 사령부의 사령관으로 발탁되었다. 그의 역할은 오스트레일리아 내외의 작전 수행 단계를 포함하는 것이었다.
2010년 10월, 그는 중동 작전 지역의 슬리퍼 작전에 합동임무군 633 부사령관으로 임명되었다. 그는 이라크와 아프가니스탄에서 벌어진 오스트레일리아 방위군의 육해공 작전을 아우를 수 있는 작전권을 인계했다. 그는 2011년 3월 탈리스만의 창 훈련에서 미국·오스트레일리아 합동 부대의 부사령관 역할을 수행한 것에 대해 부제독으로 임명되었다.